# 乘风破浪 (2017年电影)
《乘风破浪》（英語：Duckweed），是一部于2017年上映的剧情电影，由上海亭东影业、北京劳雷影业及博纳影业等联合投资出品。本电影为韩寒所执导的第二部电影，邓超、彭于晏、赵丽颖、董子健、高华阳等參與演出，1月28日在中国内地影院正式公映。

## 剧情简介
故事發生在2022年，23歲的阿浪（鄧超 飾）拿下了全國汽車拉力錦標賽的年度總冠軍。表面上風光無限的他，實則是想證明給父親阿正看，並將母親（趙麗穎 飾）早逝的責任怪到父親頭上。獲勝後他載著父親一路狂奔，卻撞上了一列突如其來的火車。阿浪醒來後發現自己來到了1998年的上海，並於機緣巧合下認識了年輕時候的阿正（彭于晏 飾），阿浪這才意識到，自己進入了父親的青春裡…..。

## 演员阵容

### 主要演员
| 演员姓名 | 角色名称 | 介绍                                   |
| 邓超     | 徐太浪   | 賽車手，在現實與父親爭執後穿越到1998年 |
| 彭于晏   | 徐正太   | 徐太浪的父親，小花的丈夫，正太幫老大   |
| 赵丽颖   | 张素贞   | 徐太浪的母親，徐正太的妻子。           |
| 董子健   | 小马     | 程序員，正太幫成員                     |
| 高华阳   | 六一     | 正太幫成員                             |

### 其他演员
| 演员姓名   | 角色名称     | 介绍        |
| 金士傑     | 金所长       | 派出所所長  |
| 张本煜     | 罗力         | 黃志強跟班  |
| 李荣浩     | 黄志强       | 地产商老板  |
| 熊黎       | 佳依         | 挚爱KTV歌姬 |
| 叫兽易小星 | 摄影师       |             |
| 李淳       | 小偷         |             |
| 李春嬡     | 小春         | 髮廊女孩    |
| 孫伊涵     | 松子         | 羅力女友    |
| 方勵       | 洗浴中心老闆 |             |
| 王玥       | 小學女老師   |             |
| 孙启恒     | 孙警官       |             |
| 孙强       | 赛车领航员   |             |
| 郭佳       | 赛车领航员   |             |
| 彭菲茗     | 菲菲         | 挚爱KTV歌姬 |
| 贾西川     | 阿浪初恋女友 |             |
| 张国庆     | 拉面店老板   |             |
| 程诚       | 陈老师       |             |
| 白珞力     | 罗力小弟     |             |
| 潘米       | 阿浪同学     |             |
| 冷海鸣     | 救护车医生   |             |

## 电影歌曲
| 曲别   | 歌名       | 演唱者                       | 作词           | 作曲     |
| 主题曲 | 乘风破浪歌 | 邓超、韩寒、董子健、高华阳   | 韩寒、佐田雅志 | 佐田雅志 |
| 宣传曲 | 在雨中     | 韩寒、亭东小伙伴             | 刘家昌         | 刘家昌   |
| 插曲   | 别送我     | 陈鸿宇、苏紫旭、刘昊霖、寒洛 |                |          |
| 插曲   | 一方天地   | 张本煜                       |                |          |

## 反响
看过本片的不少观众表示影片情节与1993年的陈可辛作品《新难兄难弟》内容相似。在《乘风破浪》的片尾，片方还特别感谢了《新难兄难弟》、《回到未来》和《终结者2》三部“穿越电影”。陈可辛看完本片后发微博称赞《乘风破浪》拍的好，说“我，羡慕，妒忌。他（韩寒）聪明的解决了大部分穿越电影的硬伤。这包括了我们的新难兄难弟。”

## 票房
於上映四週後，票房突破10億。台灣票房方面，最終票房162萬元新台幣。

## 相关作品
- 《新難兄難弟》，1993年香港电影
- 《夏洛特烦恼》，2015年中国电影

## 獎項紀錄

### 第37屆香港電影金像獎
| 年份 | 獲提名       | 獎項             | 結果 |
| ---- | ------------ | ---------------- | ---- |
| 2018 | 《乘風破浪》 | 最佳兩岸華語電影 | 提名 |